# Point Lookout
Point Lookout és una concentració de població designada pel cens dels Estats Units a l'estat de Nova York. Segons el cens del 2000 tenia 1.472 habitants.

## Demografia
Segons el cens del 2000, Point Lookout tenia 1.472 habitants, 616 habitatges, i 413 famílies. La densitat de població era de 2.841,7 habitants per km².
Dels 616 habitatges en un 25,8% hi vivien nens de menys de 18 anys, en un 53,9% hi vivien parelles casades, en un 10,9% dones solteres, i en un 32,8% no eren unitats familiars. En el 26,9% dels habitatges hi vivien persones soles el 12,2% de les quals corresponia a persones de 65 anys o més que vivien soles. El nombre mitjà de persones vivint en cada habitatge era de 2,39 i el nombre mitjà de persones que vivien en cada família era de 2,91.
Per edats la població es repartia de la següent manera: un 20,8% tenia menys de 18 anys, un 5,6% entre 18 i 24, un 26% entre 25 i 44, un 29,6% de 45 a 60 i un 18% 65 anys o més.
L'edat mediana era de 43 anys. Per cada 100 dones de 18 o més anys hi havia 91,8 homes.
La renda mediana per habitatge era de 69.821 $ i la renda mediana per família de 95.215 $. Els homes tenien una renda mediana de 52.833 $ mentre que les dones 37.143 $. La renda per capita de la població era de 39.953 $. Entorn del 4,6% de les famílies i el 12,6% de la població estaven per davall del llindar de pobresa.